# Tale e quale show (terza edizione)
La terza edizione del talent show Tale e quale show è andata in onda dal 13 settembre al 13 novembre 2013 per nove puntate in prima serata su Rai 1, sempre con la conduzione di Carlo Conti, ed è andata in onda anche in alta definizione su Rai HD e in replica su Rai Premium. Al termine di questa edizione è andata in onda la seconda serie di Tale e quale show - Il torneo, in cui si sono sfidati i migliori sette concorrenti di questa edizione con i migliori tre concorrenti della prima edizione del torneo.
Gli ascolti più alti si sono registrati l'8 novembre 2013, con 6.854.000 di ascolto medio e il 29,40% di share, con un picco di 8.021.000 alle 21:53 (durante l'esibizione di Roberta Lanfranchi/Giorgia).
Solo la settimana precedente si era registrato un altro grande successo, con 6.439.000 spettatori e il 28,67% di share, con un picco di ascolti fino a 7.000.000 circa nel momento in cui è andato in onda il video di 7 minuti riguardante la sorpresa fatta da Fiorello il giorno prima alle prove dell'amico Amadeus che lo avrebbe poi imitato.
Il 22 novembre seguente Tale e quale show ha portato la cifra di 1.800.000 euro alla raccolta fondi della Croce Rossa Italiana per gli alluvionati della Sardegna.
L'edizione è stata vinta da Attilio Fontana, si classifica al secondo posto Kaspar Capparoni, segue al terzo posto Amadeus.

## Cast

### Concorrenti

#### Uomini
- Amadeus
- Kaspar Capparoni
- Riccardo Fogli
- Attilio Fontana
- Fabrizio Frizzi

#### Donne
- Fiordaliso
- Chiara Noschese
- Clizia Fornasier
- Roberta Lanfranchi
- Silvia Salemi

#### Fuori gara
- Gabriele Cirilli

### Giudici
La giuria è composta da:
- Loretta Goggi
- Christian De Sica
- Claudio Lippi

### Coach
Coach dei concorrenti vip sono:
- Maria Grazia Fontana: vocal coach
- Pinuccio Pirazzoli: maestro d'orchestra
- Emanuela Aureli: imitatrice
- Fabrizio Mainini: coreografo
- Daniela Loi: vocal coach
- Silvio Pozzoli: vocal coach

## Puntate

### Prima puntata
La prima puntata è andata in onda il 13 settembre 2013, e ha visto la vittoria di Fabrizio Frizzi che si è esibito nei panni di Piero Pelù.
| Ordine | Canzone e cantante imitato                                | Concorrente        | Punteggio |
| ------ | --------------------------------------------------------- | ------------------ | --------- |
| 2      | Regina di cuori - Piero Pelù                              | Fabrizio Frizzi    | 64        |
| 1      | Cuore - Rita Pavone                                       | Chiara Noschese    | 45        |
| 5      | Dedicato - Loredana Bertè                                 | Fiordaliso         | 36        |
| 9      | Io canto - Laura Pausini                                  | Roberta Lanfranchi | 35        |
| 4      | Let's dance - David Bowie                                 | Kaspar Capparoni   | 34        |
| 3      | L'essenziale - Marco Mengoni                              | Silvia Salemi      | 30        |
| 10     | Laura non c'è - Nek                                       | Attilio Fontana    | 27        |
| 6      | Il clarinetto e Sì, la vita è tutt'un quiz - Renzo Arbore | Amadeus            | 23        |
| 7      | Rain and tears - Demis Roussos                            | Riccardo Fogli     | 21        |
| 8      | … Baby one more time - Britney Spears                     | Clizia Fornasier   | 20        |

Ospiti: Ricchi e Poveri (che cantano Che sarà)

### Seconda puntata
La seconda puntata è andata in onda il 20 settembre 2013, e ha visto la vittoria di Kaspar Capparoni che si è esibito nei panni di Domenico Modugno.
| Ordine | Canzone e cantante imitato                 | Concorrente        | Punteggio |
| ------ | ------------------------------------------ | ------------------ | --------- |
| 1      | Nel blu dipinto di blu - Domenico Modugno  | Kaspar Capparoni   | 53        |
| 6      | Luce (Tramonti a nord est) - Elisa         | Clizia Fornasier   | 45        |
| 5      | Ragazzo fortunato - Jovanotti              | Amadeus            | 43        |
| 8      | On the floor - Jennifer Lopez              | Roberta Lanfranchi | 40        |
| 9      | Se non avessi più te - Gianni Morandi      | Fiordaliso         | 33        |
| 7      | Più bella cosa - Eros Ramazzotti           | Attilio Fontana    | 30        |
| 10     | La mia banda suona il rock - Ivano Fossati | Riccardo Fogli     | 29        |
| 2      | Amami - Emma                               | Silvia Salemi      | 24        |
| 4      | E va'… e va' - Alberto Sordi               | Fabrizio Frizzi    | 21        |
| 3      | Disco bambina e Cicale - Heather Parisi    | Chiara Noschese    | 17        |

Ospiti: Gianni Morandi (al telefono)

### Terza puntata
La terza puntata è andata in onda il 27 settembre 2013, e ha visto la vittoria di Attilio Fontana che si è esibito nei panni di Giuliano Sangiorgi dei Negramaro.
| Ordine | Canzone e cantante imitato                                                  | Concorrente        | Punteggio |
| ------ | --------------------------------------------------------------------------- | ------------------ | --------- |
| 6      | Mentre tutto scorre - Giuliano Sangiorgi                                    | Attilio Fontana    | 59        |
| 8      | We don't need another hero e Proud Mary - Tina Turner                       | Fiordaliso         | 45        |
| 1      | Quello che le donne non dicono - Fiorella Mannoia                           | Silvia Salemi      | 43        |
| 2      | Mi vendo - Renato Zero                                                      | Kaspar Capparoni   | 35        |
| 3      | Immobile - Alessandra Amoroso                                               | Roberta Lanfranchi | 33        |
| 9      | Quando nasce un amore - Anna Oxa                                            | Chiara Noschese    | 31        |
| 4      | L'italiano - Toto Cutugno                                                   | Fabrizio Frizzi    | 29        |
| 7      | Centro di gravità permanente - Franco Battiato                              | Riccardo Fogli     | 21        |
| 10     | People from Ibiza - Sandy Marton                                            | Amadeus            | 20        |
| 5      | Hopelessly devoted to you e You're the one that I want - Olivia Newton John | Clizia Fornasier   | 19        |

Ospiti: Alessandra Amoroso (che canta Amore puro)

### Quarta puntata
La quarta puntata è andata in onda il 9 ottobre 2013, e ha visto la vittoria di Silvia Salemi che si è esibita nei panni di Adele.
| Ordine | Canzone e cantante imitato                              | Concorrente        | Punteggio |
| ------ | ------------------------------------------------------- | ------------------ | --------- |
| 3      | Skyfall - Adele                                         | Silvia Salemi      | 51        |
| 1      | Montagne verdi - Marcella Bella                         | Fiordaliso         | 42        |
| 6      | L'appuntamento - Ornella Vanoni                         | Attilio Fontana    | 39        |
| 5      | Stasera mi butto - Rocky Roberts                        | Amadeus            | 37        |
| 8      | These Boots Are Made For Walkin' - Nancy Sinatra        | Clizia Fornasier   | 35        |
| 10     | Grazie dei fiori - Nilla Pizzi                          | Roberta Lanfranchi | 35        |
| 4      | Farfallina e Ci vuole un fisico bestiale - Luca Carboni | Riccardo Fogli     | 33        |
| 7      | Non dirgli mai - Gigi D'Alessio                         | Chiara Noschese    | 30        |
| 9      | Certe notti - Ligabue                                   | Kaspar Capparoni   | 18        |
| 2      | Mistero - Enrico Ruggeri                                | Fabrizio Frizzi    | 15        |

Ospiti: Enrico Ruggeri e Gigi D'Alessio (che canta Ora)

### Quinta puntata
La quinta puntata è andata in onda il 18 ottobre 2013, e ha visto la vittoria di Clizia Fornasier che si è esibita nei panni di Gigliola Cinquetti.
| Ordine | Canzone e cantante imitato                      | Concorrente        | Punteggio |
| ------ | ----------------------------------------------- | ------------------ | --------- |
| 3      | Non ho l'età - Gigliola Cinquetti               | Clizia Fornasier   | 52        |
| 10     | Kiss - Prince                                   | Roberta Lanfranchi | 51        |
| 7      | I'm outta love - Anastacia                      | Silvia Salemi      | 48        |
| 2      | Sotto casa - Max Gazzè                          | Fabrizio Frizzi    | 47        |
| 6      | Una rotonda sul mare - Fred Bongusto            | Riccardo Fogli     | 46        |
| 9      | Fuori dal tunnel (del divertimento) - Caparezza | Amadeus            | 40        |
| 4      | Born to be alive - Patrick Hernandez            | Kaspar Capparoni   | 40        |
| 5      | Cocktail d'amore - Cristiano Malgioglio         | Chiara Noschese    | 40        |
| 1      | I Maschi - Gianna Nannini                       | Fiordaliso         | 36        |
| 8      | Rosalina - Fabio Concato                        | Attilio Fontana    | 30        |

Giudice ospite: Cristiano Malgioglio

Ospiti: Gigliola Cinquetti

### Sesta puntata
La sesta puntata è andata in onda il 25 ottobre 2013, e ha visto la vittoria di Attilio Fontana che si è esibito nei panni di Lucio Battisti.
| Ordine | Canzone e cantante imitato                                         | Concorrente        | Punteggio |
| ------ | ------------------------------------------------------------------ | ------------------ | --------- |
| 1      | Acqua azzurra, acqua chiara e Mi ritorni in mente - Lucio Battisti | Attilio Fontana    | 47        |
| 3      | Vengo anch'io, no tu no - Enzo Jannacci                            | Amadeus            | 46        |
| 8      | Cogli la prima mela e Alla fiera dell'est - Angelo Branduardi      | Riccardo Fogli     | 46        |
| 9      | Wuthering Heights - Kate Bush                                      | Clizia Fornasier   | 38        |
| 6      | My male curiosity - Kid Creole & The Coconuts                      | Fabrizio Frizzi    | 34        |
| 4      | Sincerità - Arisa                                                  | Chiara Noschese    | 30        |
| 2      | È la mia vita - Al Bano                                            | Silvia Salemi      | 30        |
| 5      | Se tu non torni - Miguel Bosé                                      | Kaspar Capparoni   | 28        |
| 10     | Deborah - Fausto Leali                                             | Fiordaliso         | 21        |
| 7      | Non ti scordar mai di me - Giusy Ferreri                           | Roberta Lanfranchi | 15        |

Ospiti: Arisa

### Settima puntata
La settima puntata è andata in onda il 1º novembre 2013, e ha visto nuovamente la vittoria di Attilio Fontana, che stavolta si è esibito nei panni di Rino Gaetano.
| Ordine | Canzone e cantante imitato                           | Concorrente        | Punteggio |
| ------ | ---------------------------------------------------- | ------------------ | --------- |
| 8      | Gianna e Ma il cielo è sempre più blu - Rino Gaetano | Attilio Fontana    | 55        |
| 4      | Gli uomini non cambiano - Mia Martini                | Fiordaliso         | 46        |
| 10     | Romeo and Juliet - Mark Knopfler                     | Kaspar Capparoni   | 39        |
| 7      | Non pensare a me - Iva Zanicchi                      | Chiara Noschese    | 32        |
| 5      | Poker face - Lady Gaga                               | Silvia Salemi      | 32        |
| 1      | Ma che freddo fa - Nada                              | Clizia Fornasier   | 31        |
| 2      | Sono già solo - Kekko Silvestre                      | Fabrizio Frizzi    | 30        |
| 6      | Pazza idea - Patty Pravo                             | Riccardo Fogli     | 26        |
| 9      | Boys (Summertime Love) - Sabrina Salerno             | Roberta Lanfranchi | 24        |
| 3      | San Martino e Sì o no (Please don't go) - Fiorello   | Amadeus            | 20        |

Ospiti: Patty Pravo e Phil Palmer

### Ottava puntata
L'ottava puntata è andata in onda l'8 novembre 2013, e ha visto la vittoria di Clizia Fornasier nei panni di Annie Lennox.
| Ordine | Canzone e cantante imitato                                                     | Concorrente        | Punteggio |
| ------ | ------------------------------------------------------------------------------ | ------------------ | --------- |
| 10     | No More 'I Love You's - Annie Lennox                                           | Clizia Fornasier   | 64        |
| 3      | Di sole e d'azzurro - Giorgia                                                  | Roberta Lanfranchi | 61        |
| 5      | La donna cannone e Generale - Francesco De Gregori                             | Attilio Fontana    | 54        |
| 7      | Start me up - Mick Jagger                                                      | Kaspar Capparoni   | 49        |
| 6      | T'appartengo - Ambra Angiolini                                                 | Chiara Noschese    | 49        |
| 8      | Cosa hai messo nel caffè? - Malika Ayane                                       | Fiordaliso         | 38        |
| 1      | Ti sento - Antonella Ruggiero                                                  | Silvia Salemi      | 35        |
| 9      | È la pioggia che va - Shel Shapiro                                             | Riccardo Fogli     | 33        |
| 2      | The Wild Boys - Simon Le Bon                                                   | Fabrizio Frizzi    | 26        |
| 4      | Yuppi du, Prisencolinensinainciusol, Svalutation e Azzurro - Adriano Celentano | Amadeus            | 21        |

Giudice ospite: Enrico Brignano

Ospiti: Ambra Angiolini

### Nona puntata
La nona puntata è andata in onda il 13 novembre 2013; in questa puntata i concorrenti hanno scelto un personaggio da imitare tra le esibizioni già presentate precedentemente, e i giudici hanno votato basandosi sull'intero percorso dei concorrenti. Nonostante ciò, è stata comunque stilata una classifica di puntata da tenere in considerazione, che ha visto il trionfo nuovamente di Attilio Fontana, che ha reinterpretato Lucio Battisti.
| Ordine | Canzone e cantante imitato                                         | Concorrente        | Puntata di provenienza              | Punteggio |
| ------ | ------------------------------------------------------------------ | ------------------ | ----------------------------------- | --------- |
| 7      | Acqua azzurra, acqua chiara e Mi ritorni in mente - Lucio Battisti | Attilio Fontana    | Sesta puntata - 25 ottobre 2013     | 57        |
| 8      | Wuthering Heights - Kate Bush                                      | Clizia Fornasier   | Sesta puntata - 25 ottobre 2013     | 38        |
| 4      | Di sole e d'azzurro - Giorgia                                      | Roberta Lanfranchi | Ottava puntata - 8 novembre 2013    | 38        |
| 2      | Skyfall - Adele                                                    | Silvia Salemi      | Quarta puntata - 9 ottobre 2013     | 37        |
| 5      | People from Ibiza - Sandy Marton                                   | Amadeus            | Terza puntata - 27 settembre 2013   | 33        |
| 3      | Regina di cuori - Piero Pelù                                       | Fabrizio Frizzi    | Prima puntata - 13 settembre 2013   | 33        |
| 9      | Dedicato - Loredana Bertè                                          | Fiordaliso         | Prima puntata - 13 settembre 2013   | 29        |
| 1      | Nel blu dipinto di blu - Domenico Modugno                          | Kaspar Capparoni   | Seconda puntata - 20 settembre 2013 | 26        |
| 6      | Cuore - Rita Pavone                                                | Chiara Noschese    | Prima puntata - 13 settembre 2013   | 23        |
| 10     | Cogli la prima mela e Alla fiera dell'est - Angelo Branduardi      | Riccardo Fogli     | Sesta puntata - 25 ottobre 2013     | 21        |

### Quattordici punti dei giudici
| Puntata | Loretta Goggi | Cristian De Sica | Claudio Lippi | Giudice ospite                 |
| ------- | ------------- | ---------------- | ------------- | ------------------------------ |
| Prima   | Frizzi        | Noschese         | Salemi        | -                              |
| Seconda | Fornasier     | Lanfranchi       | Amadeus       | -                              |
| Terza   | Fontana       | Fiordaliso       | Fontana       | -                              |
| Quarta  | Salemi        | Salemi           | Fontana       | -                              |
| Quinta  | Salemi        | Fogli            | Lanfranchi    | Cristiano Malgioglio: Noschese |
| Sesta   | Fontana       | Fontana          | Fontana       | -                              |
| Settima | Fontana       | Fiordaliso       | Fiordaliso    | -                              |
| Ottava  | Lanfranchi    | Fontana          | Lanfranchi    | Enrico Brignano: Fornasier     |
| Nona    | Fontana       | Fontana          | Fontana       | -                              |

### Cinque punti dei concorrenti
| Puntata | Amadeus    | Capparoni  | Fiordaliso | Fogli      | Fontana    | Fornasier | Frizzi     | Lanfranchi | Noschese   | Salemi     |
| ------- | ---------- | ---------- | ---------- | ---------- | ---------- | --------- | ---------- | ---------- | ---------- | ---------- |
| Prima   | Fogli      | Frizzi     | Lanfranchi | Amadeus    | Frizzi     | Frizzi    | Noschese   | Noschese   | Frizzi     | Frizzi     |
| Seconda | Lanfranchi | Fornasier  | Frizzi     | Fornasier  | Capparoni  | Fontana   | Capparoni  | Amadeus    | Capparoni  | Capparoni  |
| Terza   | Fontana    | Salemi     | Amadeus    | Fontana    | Salemi     | Fontana   | Fiordaliso | Noschese   | Fiordaliso | Fontana    |
| Quarta  | Salemi     | Fiordaliso | Noschese   | Fornasier  | Lanfranchi | Salemi    | Amadeus    | Fogli      | Lanfranchi | Fornasier  |
| Quinta  | Fiordaliso | Fogli      | Capparoni  | Lanfranchi | Fornasier  | Salemi    | Lanfranchi | Fiordaliso | Fornasier  | Fogli      |
| Sesta   | Frizzi     | Fontana    | Fogli      | Salemi     | Amadeus    | Fogli     | Fogli      | Frizzi     | Fogli      | Amadeus    |
| Settima | Lanfranchi | Noschese   | Salemi     | Capparoni  | Fornasier  | Fontana   | Fontana    | Amadeus    | Fontana    | Fiordaliso |
| Ottava  | Capparoni  | Lanfranchi | Fornasier  | Fiordaliso | Noschese   | Salemi    | Fornasier  | Fontana    | Lanfranchi | Fornasier  |
| Nona    | Lanfranchi | Amadeus    | Fontana    | Noschese   | Fornasier  | Fontana   | Salemi     | Amadeus    | Fontana    | Amadeus    |

### Risultati

#### Classifica dei giudici
| Posizione | Concorrente        | Punti totali |
| --------- | ------------------ | ------------ |
| 1°        | Attilio Fontana    | 398          |
| 2°        | Clizia Fornasier   | 342          |
| 3°        | Roberta Lanfranchi | 332          |
| 4°        | Silvia Salemi      | 330          |
| 5°        | Fiordaliso         | 326          |
| 6°        | Kaspar Capparoni   | 322          |
| 7°        | Fabrizio Frizzi    | 299          |
| 8°        | Chiara Noschese    | 297          |
| 9°        | Amadeus            | 283          |
| 10°       | Riccardo Fogli     | 276          |

#### Classifica del televoto
| Posizione | Concorrente        | Percentuale |
| --------- | ------------------ | ----------- |
| 1°        | Attilio Fontana    | 19,9%       |
| 2°        | Amadeus            | 13,8%       |
| 3°        | Kaspar Capparoni   | 13,7%       |
| 4°        | Fabrizio Frizzi    | 12,9%       |
| 5°        | Clizia Fornasier   | 9,9%        |
| 6°        | Roberta Lanfranchi | 9,4%        |
| 7°        | Silvia Salemi      | 7,9%        |
| 8°        | Fiordaliso         | 5,2%        |
| 9°        | Riccardo Fogli     | 4,0%        |
| 10°       | Chiara Noschese    | 3,3%        |

#### Classifica finale (60% televoto, 40% giuria)
La classifica finale  è stata stilata sommando il 60% della classifica del televoto al 40% della classifica della giuria.
| Posizione | Concorrente        |
| --------- | ------------------ |
| 1°        | Attilio Fontana    |
| 2°        | Kaspar Capparoni   |
| 3°        | Amadeus            |
| 4°        | Fabrizio Frizzi    |
| 5°        | Clizia Fornasier   |
| 6°        | Roberta Lanfranchi |
| 7°        | Silvia Salemi      |
| 8°        | Fiordaliso         |
| 9°        | Riccardo Fogli     |
| 10°       | Chiara Noschese    |

### Classifica categoria Uomini
| Posizione | Concorrente      |
| --------- | ---------------- |
| 1         | Attilio Fontana  |
| 2         | Kaspar Capparoni |
| 3         | Amadeus          |
| 4         | Fabrizio Frizzi  |
| 5         | Riccardo Fogli   |

- Attilio Fontana, Amadeus, Fabrizio Frizzi, Kaspar Capparoni proseguono la gara nella quarta serie di Tale e quale show - Il torneo.
- Riccardo Fogli viene eliminato.

### Classifica categoria Donne
| Posizione | Concorrente        |
| --------- | ------------------ |
| 1         | Clizia Fornasier   |
| 2         | Roberta Lanfranchi |
| 3         | Silvia Salemi      |
| 4         | Fiordaliso         |
| 5         | Chiara Noschese    |

- Clizia Fornasieri, Roberta Lanfranchi, Silvia Salemi proseguono la gara nella quarta serie di Tale e quale show - Il torneo.
- Chiara Noschese e Fiordaliso vengono eliminate.

#### Classifica dei 5 punti
| Posizione | Concorrente        | Punti totali |
| --------- | ------------------ | ------------ |
| 1°        | Attilio Fontana    | 65           |
| 2°        | Clizia Fornasier   | 55           |
| 3°        | Amadeus            | 50           |
| 3°        | Roberta Lanfranchi | 50           |
| 5°        | Silvia Salemi      | 45           |
| 6°        | Riccardo Fogli     | 40           |
| 6°        | Fabrizio Frizzi    | 40           |
| 8°        | Fiordaliso         | 35           |
| 8°        | Kaspar Capparoni   | 35           |
| 8°        | Chiara Noschese    | 35           |

### Premi speciali dei coach
- Esibizione più divertente: Amadeus (Sandy Marton) e Fabrizio Frizzi (Kid Creole)
- Miglior esibizione: Clizia Fornasier (Annie Lennox)
- Migliore voce: Silvia Salemi (Adele)

### Mission Impossible di Gabriele Cirilli
Gabriele Cirilli, partecipante alle prime due edizioni del programma e al torneo dei campioni, si è esibito anche lui settimanalmente, non gareggiando con gli altri concorrenti.
| Puntata | Esibizione                                         | Esito          | Note |
| ------- | -------------------------------------------------- | -------------- | --- |
| Prima   | Sarà perché ti amo e Mamma Maria - Ricchi e Poveri | Prova superata | Gabriele Cirilli si è esibito interpretando dal vivo Angela Brambati; mentre durante la prima canzone le interpretazioni (registrate in precedenza) di Franco Gatti e Angelo Sotgiu sono state trasmesse in contemporanea per permettergli di interpretare i tre componenti del gruppo contemporaneamente, durante la seconda canzone Cirilli è stato accompagnato dai veri Gatti e Sotgiu. |
| Seconda | Sentimental - Wanda Osiris                         | Prova superata | Gabriele Cirilli si è esibito interpretando dal vivo Wanda Osiris, accompagnato da quattro ballerini in smoking. |
| Terza   | Popoff - Walter Brugiolo                           | Prova superata | Insieme all'interpretazione di Walter Brugiolo, Gabriele Cirilli ha interpretato anche il piccolo coro dello Zecchino d'Oro (esibizione registrata in precedenza) che ha accompagnato l'interpretazione dello stesso Brugiolo. |
| Quarta  | Stayin' alive - Bee Gees                           | Prova superata | Così come per l'esibizione dei Ricchi e Poveri, Gabriele Cirilli si è esibito interpretando dal vivo Barry Gibb, mentre le interpretazioni (registrate in precedenza) di Robin Gibb e Maurice Gibb sono state trasmesse in contemporanea per permettergli di interpretare i tre componenti della band contemporaneamente.                                                                   |
| Quinta  | La vida es un carnaval - Celia Cruz                | Prova superata | Gabriele Cirilli si è esibito interpretando dal vivo Celia Cruz, accompagnato dal balletto. |
| Sesta   | I was made for lovin' you - Kiss                   | Prova superata | Dei componenti del gruppo, Gabriele Cirilli ha interpretato soltanto Gene Simmons, portando con sé dei cartonati raffiguranti Paul Stanley, Ace Frehley, Anton Fig e Vini Poncia. |
| Settima | She loves you - The Beatles                        | Prova superata | Così come per l'esibizione dei Ricchi e Poveri e dei Bee Gees, Gabriele Cirilli si è esibito interpretando dal vivo Paul McCartney, mentre le interpretazioni (registrate in precedenza) di John Lennon, George Harrison e Ringo Starr sono state trasmesse in contemporanea per permettergli di interpretare i quattro componenti della band contemporaneamente.                           |
| Ottava  | Felicità - Al Bano e Romina                        | Prova superata | Per questa esibizione Gabriele Cirilli è stato truccato e vestito letteralmente a metà: durante i pezzi di Al Bano veniva inquadrato da sinistra (la parte truccata come Al Bano), mentre durante i pezzi di Romina Power veniva inquadrato da destra (la parte truccata come Romina). |
| Nona    | Finché la barca va - Orietta Berti                 | Prova superata | Così come i concorrenti in gara, in questa serata Gabriele Cirilli ha rieseguito un'esibizione già fatta in precedenza (in questo caso nella terza puntata della seconda edizione del programma). |

## Ascolti
| Puntata | Messa in onda     | Telespettatori | Share  |
| ------- | ----------------- | -------------- | ------ |
| 1       | 13 settembre 2013 | 5 172 000      | 24,02% |
| 2       | 20 settembre 2013 | 5 576 000      | 24,28% |
| 3       | 27 settembre 2013 | 5 579 000      | 24,29% |
| 4       | 9 ottobre 2013    | 4 927 000      | 19,97% |
| 5       | 18 ottobre 2013   | 5 481 000      | 22,58% |
| 6       | 25 ottobre 2013   | 6 266 000      | 26,40% |
| 7       | 1º novembre 2013  | 6 439 000      | 28,67% |
| 8       | 8 novembre 2013   | 6 854 000      | 29,40% |
| 9       | 13 novembre 2013  | 5 524 000      | 23,75% |
| Media   | Media             | 5 758 000      | 24,82% |